# Antoni ze Stroncone
Antoni ze Stroncone OFMObserv., właśc. Antonio Vici (ur. 1381 w Stroncone, zm. 7 lutego 1461 w San Damiano pod Asyżem) − włoski franciszkanin, brat zakonny, eremita, błogosławiony Kościoła katolickiego.

## Życiorys
Należał do Zakonu Braci Mniejszych Obserwantów. Przyszedł na świat w rodzinie zamożnych rolników w Stroncone w Umbrii. Rodzice byli tercjarzami franciszkańskimi. Jako dziecko często odwiedzał wujka zakonnika, który przebywał w pobliskim klasztorze franciszkańskim. Mając dwanaście lat, Antoni poprosił o habit franciszkański. Ze względu na słaby stan zdrowia, franciszkanie chcieli odesłać go do domu, czego pragnęli rodzice, zatroskani o przyszłość własnego gospodarstwa. Jakiś czas potem Antoni został skierowany do klasztoru w Fiesole. Wraz ze swoim wychowawcą, bratem Tommaso Bellaccim, został wysłany na siedem lat na Korsykę. Następnie kilkadziesiąt lat przebywał w eremie franciszkańskim w Carceri pod Asyżem. Błogosławiony zmarł 7 lutego 1461 w klasztorze San Damiano pod Asyżem. Papież Pius VII potwierdził kult, pozwalając na przeniesienie ciała do Stroncone.